# Skånsk senap

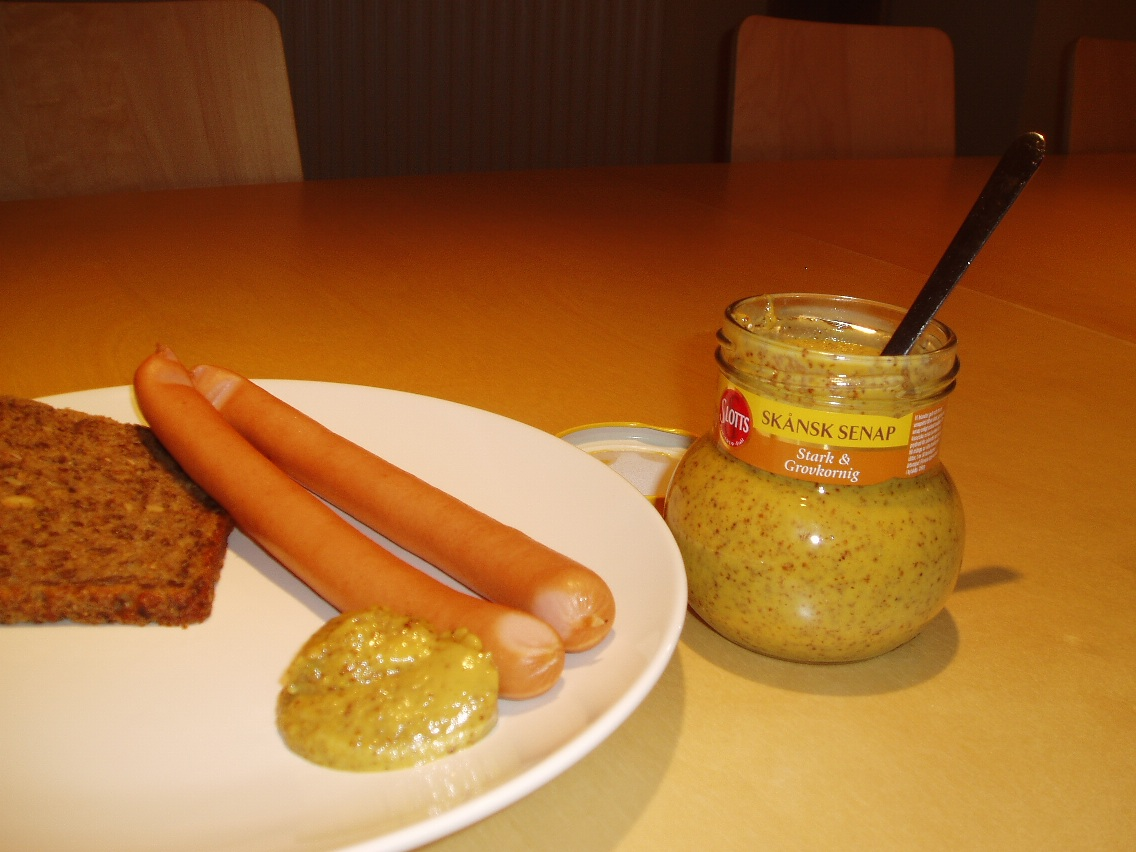
Skånsk senap som säljs i livsmedelsbutiker i Sverige.

Skånsk senap är en variant av senap med grov konsistens. Det kan även avse en äldre senapsvariant från Skåne som innehåller hög andel svartsenap. I Skåne förekommer enbart småskalig odling av senapsfrö, men skånsk senap tillverkas och säljs även på andra håll.
I traditionell skånsk senap är frö från svartsenap (Brassica nigra) högre än vanligt, vilket ger en mörkare färg, och konsistensen är något torrare och betydligt grövre än i andra senapssorter. Skånsk senap tillverkas även i andra delar av Sverige än Skåne, som ett alternativ till den annars vanliga senapen där man bara använt frön från vitsenap (Sinapis alba).
En del senap marknadsförd som skånsk innehåller brunsenap (Brassica juncea), även kallad indisk senap, istället för svartsenap, troligtvis för att den är enklare att skörda med maskin. Den är också något grovkornigare än konventionell senap.